# Le Complot du croissant
Le Complot du croissant (titre original : Crescent Dawn) est un roman policier américain de Clive Cussler et Dirk Cussler paru en 2010.

## Résumé
Quel rapport y a-t-il entre une galère romaine qui échappe à une attaque de pirates en 327 avant notre ère, un navire de guerre britannique qui explose en mer du Nord en 1916, et aujourd'hui des attaques de mosquées en Turquie et en Égypte ? Une fois de plus, Dirk Pitt se met en chasse pour résoudre cette énigme...

## Personnages
- Dirk Pitt
- Al Giordino